# Martha Helsengreen
Martha Helsengreen (19 de julio de 1882 - 19 de febrero de 1938) fue una actriz de nacionalidad danesa, activa en la época del cine mudo. 

## Biografía
Nacida en Copenhague, Dinamarca, estuvo casada con el actor Gunnar Helsengreen, y fue madre de la también actriz Betty Helsengreen. Helsengreen fue actriz cinematográfica de la compañía productora Fotorama, en Aarhus, y trabajó como actriz teatral invitada por Frans Lundberg en Malmö. 
Falleció en Dinamarca en 1938.

## Filmografía (selección)
- 1912 : Menneskejægere
- 1911 : Venus
- 1910 : Greven af Luxembourg
- 1910 : Elverhøj I